# Wappen von Prudnik

Wappen von Prudnik

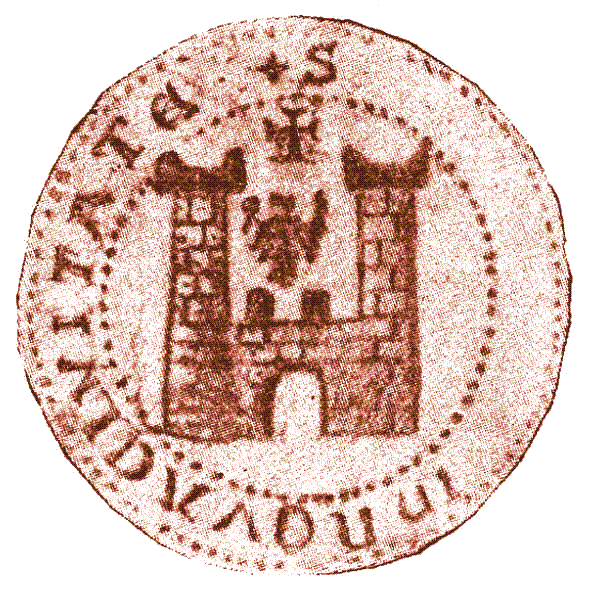
Siegelmarke zu Ende des 14. Jahrhunderts

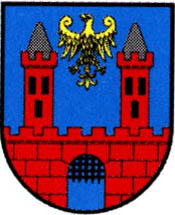
Wappen der Stadt 1945–1990

Das Wappen der Stadt Prudnik (Neustadt O.S.) zeigt ein rotes offenes flankiertes Tor mit Türmen auf blauem Grund, und in der Mitte befindet sich der Steinadler der schlesischen Piasten. Darüber befindet sich ein silberner Helm und darüber ein wiederholtes Wandmotiv, in dessen Mitte sich ein tschechischer Löwe befindet.

## Geschichte
Die erste nachgewiesene Verwendung eines Wappens stammt aus dem Jahr 1399. Das Wappen zeigt ein rotes geöffnetes Stadttor auf blauem Untergrund. Diese heraldischen Farben sind zugleich die Stadtfarben und finden sich in der Flagge der Stadt Prudnik wieder. Auf beiden Seiten des Tores befindet sich je ein Wachturm. Als die Stadt 1607 dem Kaiser Rudolf II. huldigte, erlaubte er, das Wappen zu erweitern. Damit erhielt das bisherige Wappen noch einen silbernen Helm, auf dem sich nochmals das bisherige Wappen befand. Zwischen den oberen Wachtürmen befand sich jetzt aber noch ein goldener Löwe. Das Aussehen wurde über die Jahrhunderte immer wieder leicht modifiziert. Die letzte Veränderung erfolgte 1990.

## Das Wappen in der Architektur
Das Wappen von Prudnik wurde auch als Schmuck an einigen Gebäudefassaden angebracht.

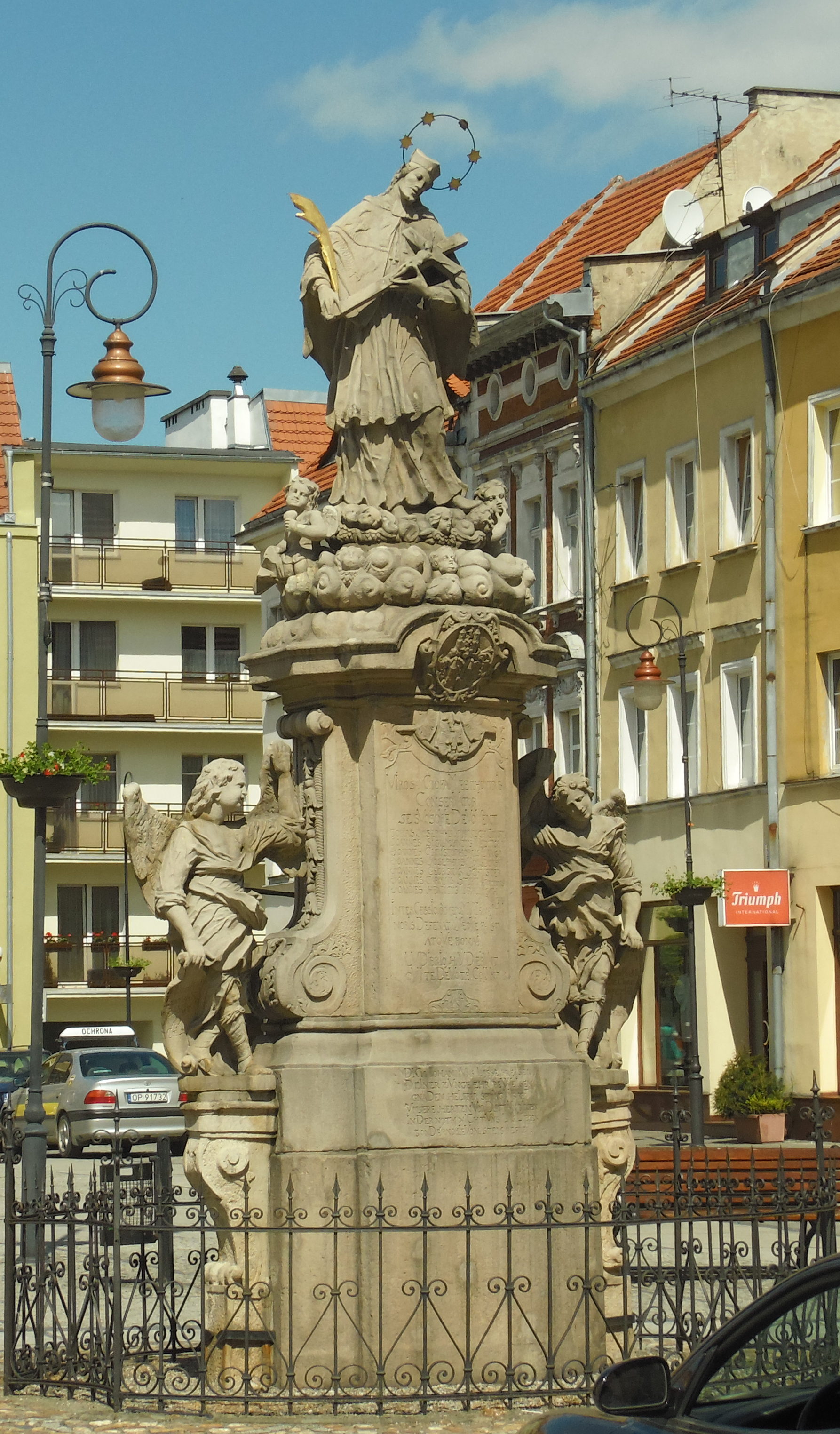
Johannes-Nepomuk-Statue mit dem Wappen
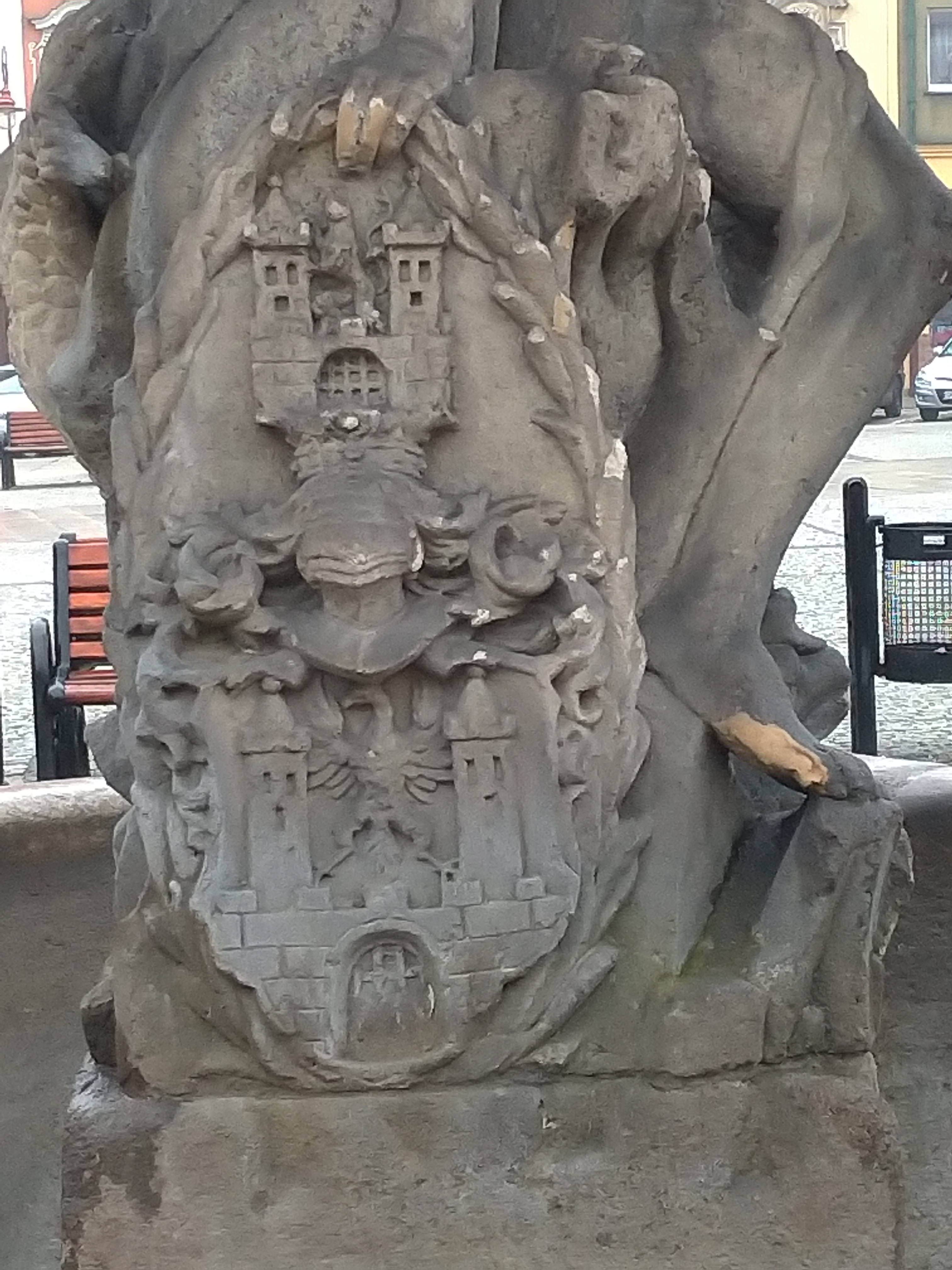
Das Wappen an einem Brunnen